# Friedrich Gundolf
Friedrich Leopold Gundolf, ursprungligen Gundelfinger,  född 20 juni 1880, död 12 juli 1931, var en tysk litteraturforskare.
Gundolf blev 1920 professor i Heidelberg, han var en av de mest betydande företrädarna för den filosofiskt inriktade litteraturforskning, som vid 1900-talets början avlöste den estetiskt-historicerande. Hans arbeten kan inte fritas från en subjektiv konstruktion men utmärker sig när de är som bäst för djärv genialitet och glänsande form. Bland hans verk märks Shakespeare und der deutsche Geist (1911), Hölderlins Archipelagus (1911), Goethe (1916), George (1920), Dichter und Helden (1921) samt Cæsar im 19. Jahrhundert (1926). Han har utgett och delvis själv översatt Shakespeare in deutscher Sprache (10 band, 1908-18) samt obesörjt diverse editioner från tyska klassikertiden.